# Boogaloo (Nazareth)
Boogaloo è il ventesimo album in studio del gruppo rock britannico Nazareth, pubblicato nel 1998.
Si tratta dell'ultimo disco a cui ha partecipato il batterista Darrell Sweet, deceduto nel 1999.

## Tracce
1. Light Comes Down – 3:31
2. Cheerleader – 3:14
3. Lover Man – 4:30
4. Open Up Woman – 4:29
5. Talk Talk – 3:52
6. Nothing So Good – 5:08
7. Party in the Kremlin – 3:37
8. God Save the South – 6:35
9. Robber and the Roadie – 4:21
10. Waiting – 5:43
11. May Heaven Keep You – 5:46

## Formazione
- Dan McCafferty - voce
- Jimmy Murrison - chitarre
- Pete Agnew - basso, cori
- Ronnie Leahy - tastiere
- Darrell Sweet - batteria